# ATP Challenger San Antonio
Der ATP Challenger San Antonio (offiziell: USTA Challenger of San Antonio) war ein Tennisturnier, das zwischen 1997 und 2003 in San Antonio, Texas, stattfand. Es gehörte zur ATP Challenger Tour und wurde im Freien auf Hartplatz gespielt.

## Liste der Sieger

### Einzel
| Jahr | Sieger            | Finalgegner          | Ergebnis             |
| ---- | ----------------- | -------------------- | -------------------- |
| 2003 | Dmitri Tursunow   | Sébastien de Chaunac | 6:2, 6:73, 6:4       |
| 2002 | Mardy Fish        | Jack Brasington      | 6:3, 7:5             |
| 2001 | nicht ausgetragen | nicht ausgetragen    | nicht ausgetragen    |
| 2000 | Xavier Malisse    | Ronald Agénor        | 7:63, 6:3            |
| 1999 | Mark Knowles      | Cristiano Caratti    | 6:4, 3:6, 6:1        |
| 1998 | Geoff Grant       | Mark Knowles         | 6:1, 6:7, 4:1 aufgg. |
| 1997 | Daniel Nestor     | Geoff Grant          | 6:4, 6:2             |

### Doppel
| Jahr | Sieger                               | Finalgegner                  | Ergebnis          |
| ---- | ------------------------------------ | ---------------------------- | ----------------- |
| 2003 | Paul Goldstein Jeff Morrison         | Tomáš Cakl Louis Vosloo      | 6:3, 6:2          |
| 2002 | Diego Ayala Robert Kendrick          | Hugo Armando Dušan Vemić     | 6:2, 6:4          |
| 2001 | nicht ausgetragen                    | nicht ausgetragen            | nicht ausgetragen |
| 2000 | Wesley Whitehouse Gareth Williams    | Bob Bryan Mike Bryan         | 6:3, 6:4          |
| 1999 | Mitch Sprengelmeyer Jason Weir-Smith | Andrew Painter Byron Talbot  | 6:3, 7:6          |
| 1998 | David Di Lucia Michael Sell          | Michael Hill Scott Humphries | 6:3, 6:1          |
| 1997 | Doug Flach Jeff Salzenstein          | Chad Clark Brandon Hawk      | 4:6, 6:2, 6:1     |